# Alice in Videoland
 (janvier 2014).
Si vous disposez d'ouvrages ou d'articles de référence ou si vous connaissez des sites web de qualité traitant du thème abordé ici, merci de compléter l'article en donnant les références utiles à sa vérifiabilité et en les liant à la section « Notes et références ».
Alice in Videoland est un groupe suédois de rock formé en 2002.

## Discographie

### Album
- A Million Thoughts and They’re All About You 2010
- She's A Machine 2008
- Outrageous! 2005
- Maiden Voyage 2003

### Single
- Spaceship 2010
- Psychobitch 2009
- We are rebels 2008
- Numb 2008
- Radiosong 2005
- Cut the crap 2005
- Badboy 2005
- Going Down 2004
- The Bomb 2003
- Dance with me 2003